# Moscha modesta
Moscha modesta är en fjärilsart som beskrevs av George Thomas Bethune-Baker 1908. Moscha modesta ingår i släktet Moscha och familjen nattflyn. Inga underarter finns listade i Catalogue of Life.